# Oxygonum subfastigiatum
Oxygonum subfastigiatum är en slideväxtart som beskrevs av R. A. Grah.. Oxygonum subfastigiatum ingår i släktet Oxygonum och familjen slideväxter. Inga underarter finns listade i Catalogue of Life.